# Аккаяуре
Аккаяуре (швед. Akkajaure, також використовувалася назва Суорваяуре - Suorvajaure ) — водосховище (в літературі інколи називається озером) на півночі Швеції, у Лапландії, біля кордону з Норвегією. Лежить за Північним полярним колом. Є одним з найбільших водосховищ Швеції.  Належить до басейну річки Лулеельвен, що впадає у Ботнічну затоку Балтійського моря. 
Водосховище є частною національного парку "Стура-Шеффалет".      

## Данні про озеро
Розташоване на висоті приблизно 420 м над рівнем моря.    
Рівень поверхні води у водосховищі між мінімальною й максимальною позначками регулюється дамбою і може мінятися на 30 м,  максимальна глибина водойми — 92 м.   Площа водозбору становить 4650 км².  До озера також прокладено водогінний тунель завдовжки 16,3 км від озера Ситасяуре, яким до нього додатково потрапляє вода. 55 % вод надходить у Аккаяуре з річки Вуоятетно (Vuojatätno), через яку у Аккаяуре потрапляють води з озера Вастен'яуре, 20 % води надходить тунелем з озера Ситасяуре, 25% — снігове та інше живлення.  
Максимальна температура на поверхні води досягається влітку, у серпні, і становить 10 – 12 °C. 

## Історія

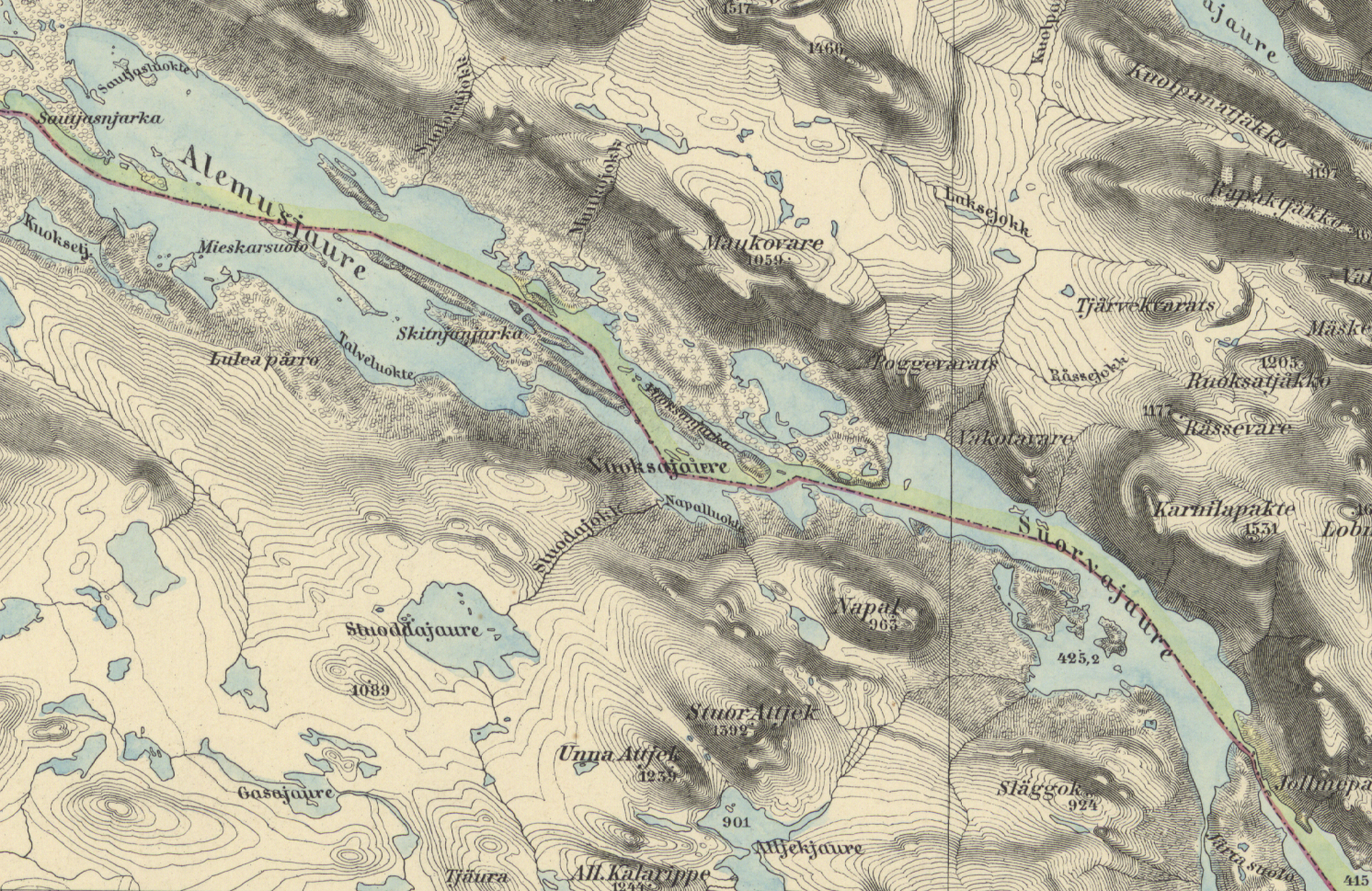
Карта 1880 року з зображенням частини місцевості, на якій було створено водосховище Аккаяуре. Зокрема видно озеро Суорваяуре, від якого походить назва греблі "Суорва".

Дамбу «Суорва» для електростанції було зведено у 1919 – 1923 роках. Тоді площа утвореного озера становила 150 км. З того часу дамба тричі перебудовувалася, внаслідок чого об’єм водосховища було збільшено майже у 5 разів. При цьому, дамба «Суорва» стала найбільшою дамбою з всіх дамб, збудованих на річці Лулеельвен. 
| Роки реконструкції                  | 1919 – 1923 | 1937 – 1941 | 1942 – 1944 | 1966 – 1972 |
| ----------------------------------- | ----------- | ----------- | ----------- | ----------- |
| Максимальний об’єм, км³             | 1,02        | 2,19        | 2,75        | 5,9         |
| Максимальна різниця у рівні води, м | 8,5         | 15,3        | 18,4        | 30          |
| Максимальна площа водосховища, км²  | 150         | 205         | 220         | 266         |